# 小行星3467
小行星3467（3467 Bernheim）是一颗围绕太阳公转的小行星。1981年9月26日，諾曼·G·托馬斯在可可尼诺县发现了此天体。
这颗小行星的绝对星等为348.9618761486598等。